# 柳山湖镇
柳山湖镇，是中华人民共和国湖北省咸寧市赤壁市下辖的一个乡镇级行政单位。

## 行政区划
柳山湖镇下辖以下地区：
柳山村、腊里山村、宝塔山村、团山村、吴家门村和易家堤村。